# Козлова Балка
Козло́ва Ба́лка — хутор в Егорлыкском районе Ростовской области.
Входит в состав Егорлыкского сельского поселения.

## Население
| 1989 | 2002 | 2010 |
| ---- | ---- | ---- |
| 16   | ↘2   | ↘0   |